# Комитет защиты журналистов
Комите́т защи́ты журнали́стов (КЗЖ, англ. Committee to Protect Journalists, CPJ) — международная неправительственная организация со штаб-квартирой в Нью-Йорке, занимающаяся защитой прав журналистов. Организация занимается сбором информации о репрессиях и убийствах журналистов по всему миру.
Комитет был образован в 1981 году американским корреспондентом. В штаб-квартире организации работают 22 сотрудника, среди которых специалисты по Африке, Америке, Азии и Европе.
Филиалы организации находятся в Вашингтоне и Бангкоке. На своих страницах организация публикует сведения о нарушениях прав журналистов по всему миру. Каждые полгода организация выпускает Доклады о нападениях на журналистов и прессу под названием Dangerous Assignments, а также ежегодный доклад Attacks on the Press.
Комитет защиты журналистов присуждает ежегодно Международную премию за свободу прессы. Премия присуждается журналистам и правозащитникам, которые за свои публикации и защиту свободы слова подвергались преследованиям.
Руководителями организации являются журналисты: Кристиан Аманпур, Том Брокау, Энтони Левис и Дэн Ратер.
Комитет защиты журналистов является также одним из основателей Международной ассоциации по защите свободы слова.